# Morro Rock
Pour les articles homonymes, voir Morro.
Ne doit pas être confondu avec Moro Rock.
Morro Rock est un neck volcanique situé sur le rivage de Morro Bay, en Californie. Lié au chaînon Santa Lucia, il s'agit de l'une des Nine Sisters (en).
Haut de 177 mètres, il est protégé sous le nom de la Morro Rock State Preserve et constitue un California Historical Landmark. L'escalade en est interdite pour ne pas perturber ce lieu de reproduction d'oiseaux, mais la base du neck se visite.

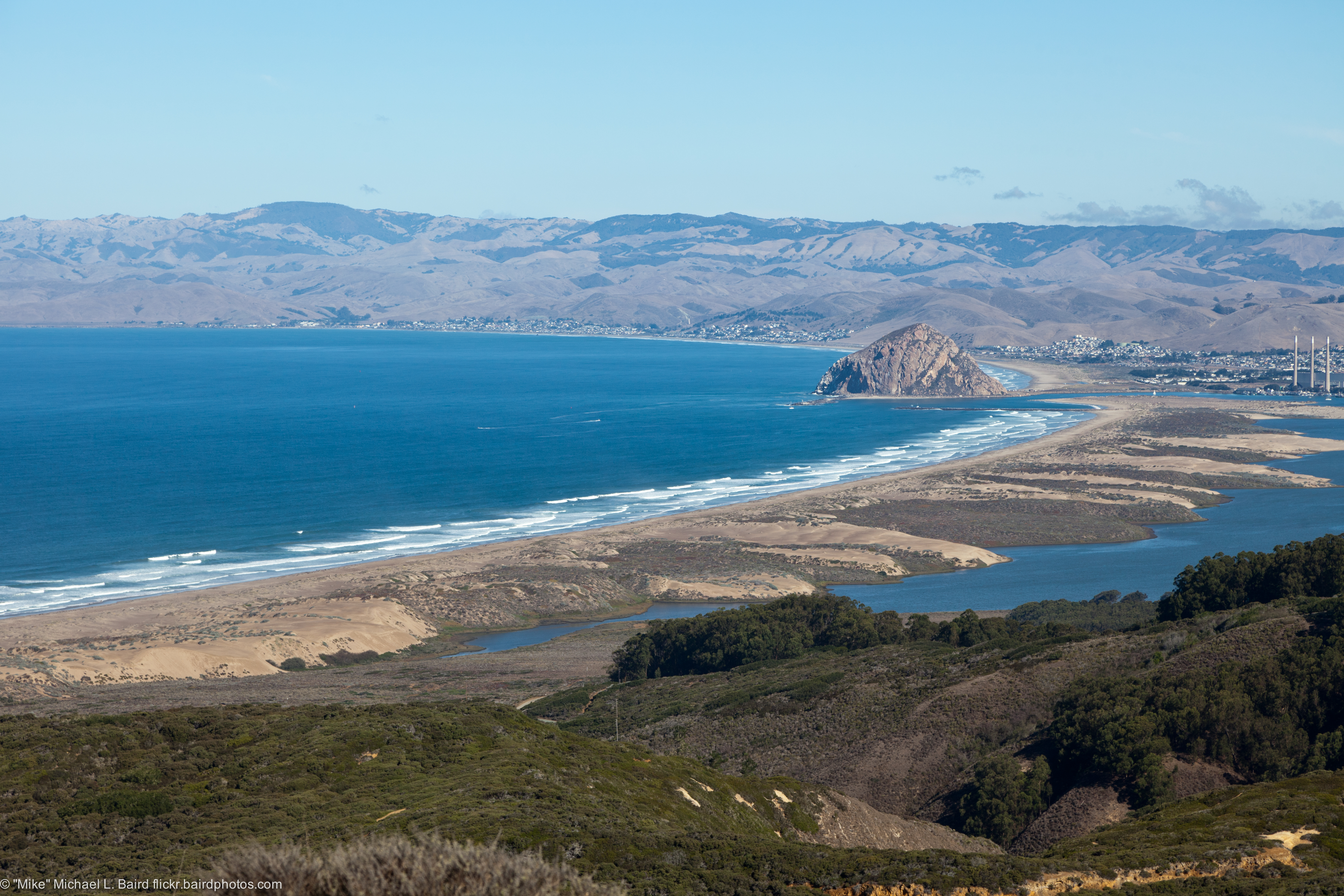
Morro Rock.
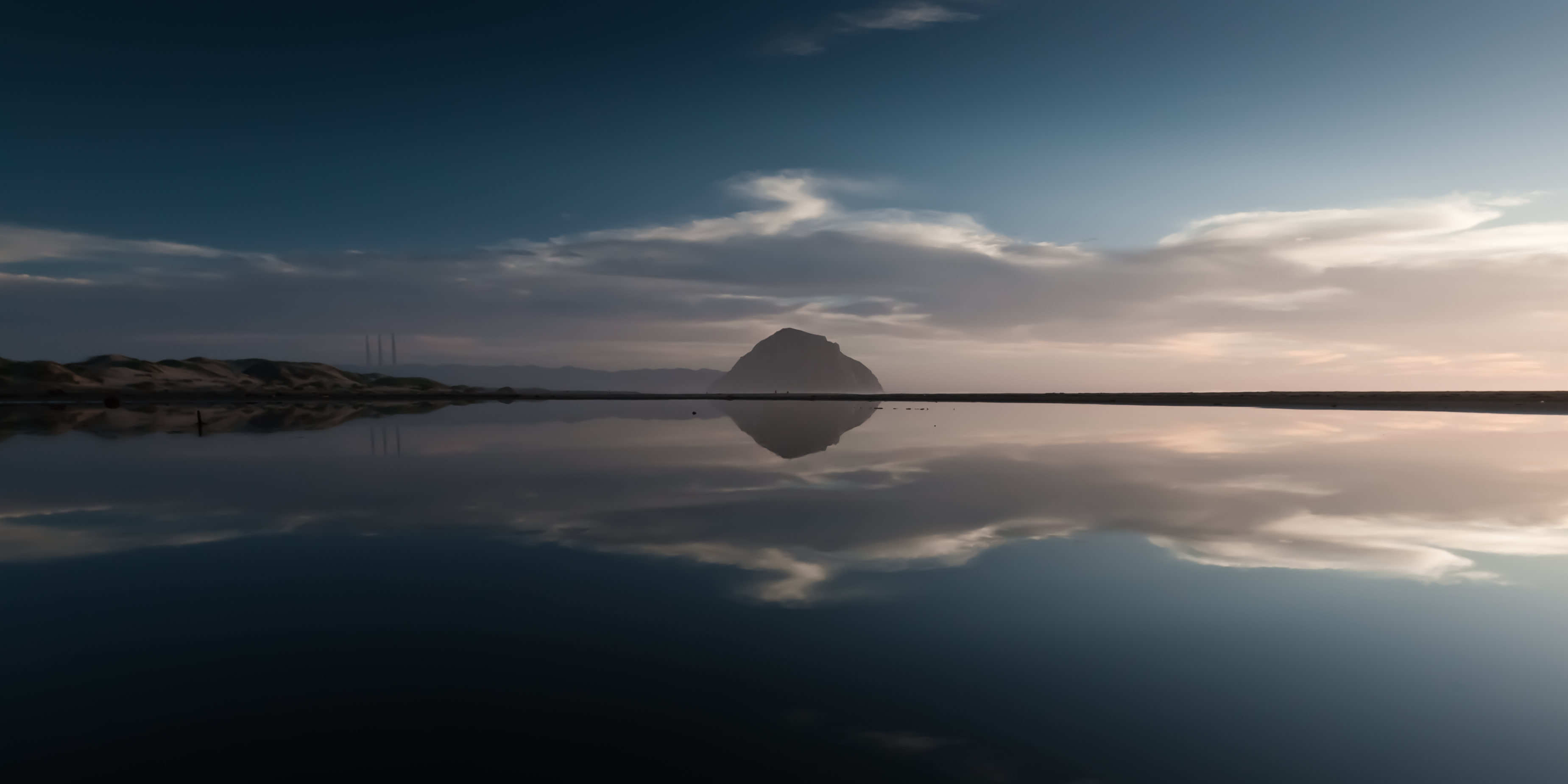
Morro Rock au crépuscule
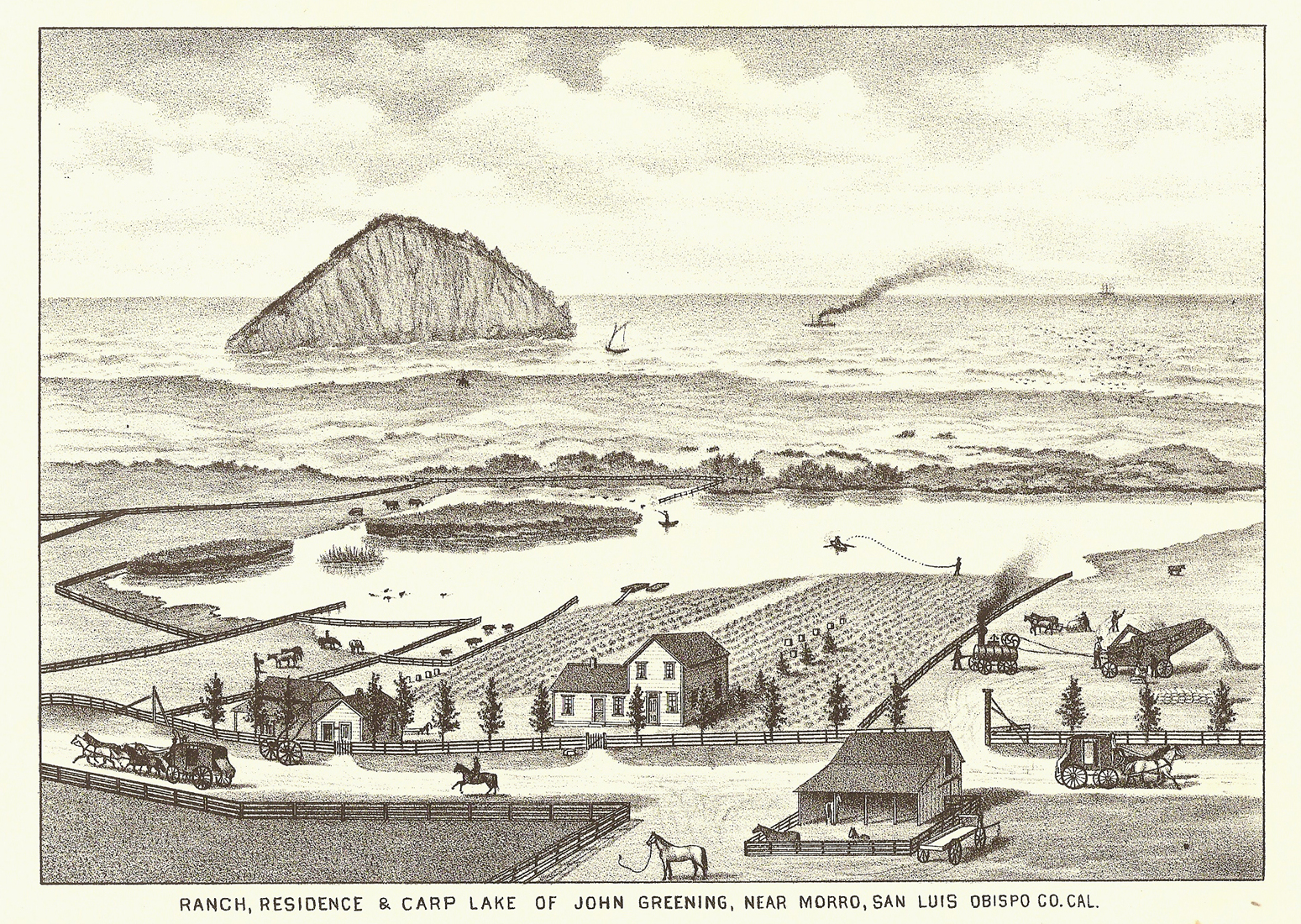
Vue de Morro Rock en 1883, depuis ce qui est aujourd'hui le lotissement The Cloisters au nord de Morro Bay. Le rivage est aujourd'hui la plage d'État de Morro Strand.